# Niviaq Korneliussen
Niviaq Korneliussen (født 27. januar 1990 i Nuuk, Grønland) er en grønlandsk forfatter.
Korneliussen er født i Nuuk og voksede op i den sydgrønlandske by Nanortalik.
Hun læste samfundsvidenskab på Grønlands Universitet og efterfølgende psykologi på Aarhus Universitet.
Korneliussen debut var i forbindelse med en novellekonkurrence hvor hun vandt med novellen San Francisco, der blev udgivet i antologien Ung i Grønland — ung i Verden.
Hendes debutroman "Homo sapienne" er fra 2014 og havde tema omkring LBGT og Grønland.
Romanen var skrevet på grønlandsk og genskrevet på dansk af forfatter selv.
For romanen var hun nomineret til Nordisk Råds Litteraturpris 2015.
Den har været opført som teaterstykke og er oversat til mere end ti sprog.
Der arbejdes også på en filmatisering.
Korneliussens samarbejde i 2015 med kunstneren Lisbeth Karline Poulsen ledte til udstillingen Ordet-(assiliaq) der blev vist i Kalaallit Illuutaat. Udstillingen havde afsæt i sprogdebatten.
I 2018 spilledes hendes teaterstykke Den grønlandske mand på Svalegangen i Aarhus med instruktion af Hanne Trap Friis.
Korneliussen udgav romanen Blomsterdalen, på grønlandsk Naasuliardarpi, i 2020. Romanen, der handler om selvmord blandt grønlandske unge, vandt Nordisk Råds litteraturpris i 2021. Bogen blev nomineret til Politikens Litteraturpris 2020 og Montanas Litteraturpris 2020.
Niviaq Korneliussen blev i 2025 tildelt Naalakkersuisuts hædersydelse.

## Privatliv
Privat lever Niviaq Korneliussen sammen med sangeren Nina Kreutzmann Jørgensen. De har sønnen Aron, født 2023.